# ULPA-filter
ULPA (Ultra Low Particulate Air) är ett filter som (teoretiskt) från luften kan ta bort minst 99,999% av damm, pollen, mögel, bakterier och andra luftburna partiklar med en storlek av 120 nanometer eller större. 
Ett antal rekommenderade praxis har skrivits om hur man ska testa dessa filter 